# Turriaco
Turriaco – miejscowość i gmina we Włoszech, w regionie Friuli-Wenecja Julijska, w prowincji Gorycja.
Według danych na rok 2004 gminę zamieszkiwało 2437 osób, 487,4 os./km².